# Тібо Куртуа
Тібо́ Ніколя́ Марк Куртуа́ (фр. Thibaut Nicolas Marc Courtois; нар. 11 травня 1992, Бре, Бельгія) — бельгійський футболіст, воротар мадридського «Реала» і збірної Бельгії. Найкращий спортсмен Бельгії 2014 року.

## Клубна кар'єра

### «Генк»
Свою кар'єру розпочав у місцевому клубі «Білзен» 1997 року, але незабаром перебрався в «Генк». У віці восьми років він почав виступати на позиції лівого захисника і лише згодом перейшов на нову для себе позицію воротаря.
Доросла кар'єра Тібо почалася в клубі «Генк» у сезоні 2008/09. Дебют Куртуа відбувся 17 квітня 2009 року в матчі проти «Гента», коли йому було 16 років.
Із сезону 2010/11 Куртуа став ключовим гравцем основного складу. Також Куртуа назвали гравцем року і найкращим воротарем бельгійської Про-ліги.

### «Атлетіко» (Мадрид)
Влітку 2011 року «Генк» домовився з «Челсі» про трансфер воротаря, після чого футболіст підписав з новим клубом контракт на 5 років, але майже відразу в липні 2011 року Тібо віддали в «Атлетіко Мадрид» з іспанської Прімери, в довгострокову оренду. У складі мадридського клубу виграв в першому сезоні Лігу Європи УЄФА та Суперкубок УЄФА, а в наступному — Кубок Іспанії. У своєму третьому і останньому сезоні в Іспанії допоміг команді виборити титул чемпіонів Іспанії, дозволивши суперникам забити лише 24 голи у 37 матчах першості, в яких захищав ворота «Атлетіко».

### «Челсі»
Після трьох років, проведених в Іспанії, влітку 2014 року було повідомлено, що Куртуа повертається до «Челсі». З перших матчів сезону 2014/15 наставник лондонської команди Жозе Моурінью дав зрозуміти, що розглядає бельгійця як можливу заміну її багаторічному голкіперу Петру Чеху. У своїх перших матчах Куртуа виправдав довіру тренера і вже по ходу першого ж сезону в Англії став основним воротарем «Челсі», саме у такому статусі завоювавши чемпіонський титул 2014/15. Раніше, у вересні 2014, він уклав новий п'ятирічний контракт із клубом.
За два роки, в сезоні 2016/17 здобув свій другий титул чемпіона Англії, маючи в активі 36 ігор першості та пропустивши в них лише 28 голів.

### «Реал Мадрид»
8 серпня 2018 року лондонський «Челсі» та мадридський «Реал» домовилися про трансфер 26-тирічного бельгійського голкіпера до іспанської команди. Сума трансфера становила близько £35 млн. (приблизно €40 млн.)
14 травня 2025 року матч проти «Мальорки» став ювілейним, 200-им, в Ла-Лізі в складі «Реала».

## Збірна
3 червня 2011 року Куртуа був викликаний до збірної Бельгії на матч проти збірної Туреччини в рамках відбіркового матчу до чемпіонату Європи 2012 року. 10 серпня 2011 року він знову був викликаний до збірної на матч проти збірної Словенії, але знову не вийшов на поле. Дебютував у складі збірної Бельгії в товариському матчі проти збірної Франції 15 листопада 2011 року, який закінчився внічию 0:0.
Основним воротарем збірної Бельгії 20-річний на той час Куртуа став восени 2012 року, з початком відбору на чемпіонат світу 2014. Відстояв у всіх десяти матчах відбору, пропустивши в них лише чотири голи, допомігши команді впевнено кваліфікуватися до участі у фінальній частині мундіалю. На самому чемпіонаті світу в Бразилії допоміг «червоним дияволам» не менш впевнено подолати груповий етап, пропустивши по його ходу лише один гол у трьох матчах. Після перемоги з рахунком 2:1 над збірною США на стадії 1/8 фіналу Куртуа пропустив лише один гол у чвертьфіналі проти Аргентини, якого, утім, південноамериканцям вистачило аби пройти до півфіналу.
За два роки, на Євро-2016 знову був безальтернативним основним голкіпером бельгійців. У першій грі групового етапу пропустив два голи від збірної Італії, проте згодом не дозволив суперникам відзначитися ані в решті двох матчах у групі, ані в матчі 1/8 фіналу проти угорців (4:0). Але у чвертьфіналі проти Уельсу пропустив відразу тричі, його збірна програла 1:3 і завершила боротьбу за титул континентальних чемпіонів.
2018 року поїхав на свою другу світову першість — тогорічний чемпіонат світу в Росії, також як основний воротар.

## Статистика виступів

### Статистика клубних виступів
Станом на 25 вересня 2022 року
| Сезон                   | Команда                 | Чемпіонат               | Чемпіонат | Чемпіонат | Національний кубок | Національний кубок | Національний кубок | Континентальні кубки | Континентальні кубки | Континентальні кубки | Інші змагання | Інші змагання | Інші змагання | Усього | Усього |
| Сезон                   | Команда                 | Ліга                    | Ігор      | Голів     | Ліга               | Ігор               | Голів              | Ліга                 | Ігор                 | Голів                | Ліга          | Ігор          | Голів         | Ігор   | Голів  |
| ----------------------- | ----------------------- | ----------------------- | --------- | --------- | ------------------ | ------------------ | ------------------ | -------------------- | -------------------- | -------------------- | ------------- | ------------- | ------------- | ------ | ------ |
| 2008–09                 | «Генк»                  | ПЛ                      | 1         | -2        | КБ                 | 0                  | -0                 | -                    | -                    | -                    | -             | -             | -             | 1      | -2     |
| 2009–10                 | «Генк»                  | ПЛ                      | 0         | -0        | КБ                 | 0                  | -0                 | ЛЄ                   | 0                    | -0                   | СБ            | 0             | -0            | 0      | -0     |
| 2010–11                 | «Генк»                  | ПЛ                      | 30+10     | -27 + -12 | КБ                 | 1                  | -2                 | ЛЄ                   | 3                    | -6                   | -             | -             | -             | 44     | -47    |
| Усього за «Генк»        | Усього за «Генк»        | Усього за «Генк»        | 31+10     | -29 + -12 |                    | 1                  | -2                 |                      | 3                    | -6                   |               | 0             | -0            | 45     | -49    |
| 2011–12                 | «Атлетіко»              | ПД                      | 37        | -41       | КІ                 | 0                  | -0                 | ЛЄ                   | 15                   | -9                   | -             | -             | -             | 52     | -50    |
| 2012–13                 | «Атлетіко»              | ПД                      | 37        | -29       | КІ                 | 8                  | -5                 | ЛЄ                   | 0                    | -0                   | СУ            | 1             | -1            | 46     | -35    |
| 2013–14                 | «Атлетіко»              | ПД                      | 37        | -24       | КІ                 | 5                  | -5                 | ЛЧ                   | 12                   | -10                  | СІ            | 2             | -1            | 56     | -40    |
| Усього за «Атлетіко»    | Усього за «Атлетіко»    | Усього за «Атлетіко»    | 111       | -94       |                    | 13                 | -10                |                      | 27                   | –                    |               | 3             | -2            | 154    | -125   |
| 2014–15                 | «Челсі»                 | ПЛ                      | 32        | -30       | КА+КЛ              | 0+2                | -0 + -1            | ЛЧ                   | 5                    | -4                   | -             | -             | -             | 39     | -35    |
| 2015–16                 | «Челсі»                 | ПЛ                      | 23        | -29       | КА+КЛ              | 3+0                | -4 + -0            | ЛЧ                   | 3                    | -4                   | СА            | 1             | -1            | 30     | -38    |
| 2016–17                 | «Челсі»                 | ПЛ                      | 36        | -28       | КА+КЛ              | 3+0                | -4 + -0            | -                    | -                    | -                    | -             | -             | -             | 39     | -32    |
| 2017–18                 | «Челсі»                 | ПЛ                      | 35        | -34       | КА+КЛ              | 1+1                | -0 + -0            | ЛЧ                   | 8                    | -12                  | СА            | 1             | -1            | 46     | -47    |
| Усього за «Челсі»       | Усього за «Челсі»       | Усього за «Челсі»       | 126       | -121      |                    | 10                 | -9                 |                      | 16                   | -20                  |               | 2             | -2            | 154    | -152   |
| 2018–19                 | «Реал Мадрид»           | ПД                      | 27        | -36       | КІ                 | 1                  | -2                 | ЛЧ                   | 5                    | -8                   | СУ+КЧС        | 0+2           | 0+-2          | 35     | -48    |
| 2019–20                 | «Реал Мадрид»           | ПД                      | 34        | -20       | КІ                 | 0                  | 0                  | ЛЧ                   | 7                    | -11                  | СІ            | 2             | -1            | 43     | -32    |
| 2020–21                 | «Реал Мадрид»           | ПД                      | 38        | -28       | КІ                 | 0                  | 0                  | ЛЧ                   | 12                   | -14                  | СІ            | 1             | -2            | 51     | -44    |
| 2021–22                 | «Реал Мадрид»           | ПД                      | 36        | -29       | КІ                 | 1                  | -1                 | ЛЧ                   | 13                   | -14                  | СІ            | 2             | -2            | 52     | -46    |
| 2022–23                 | «Реал Мадрид»           | ПД                      | 6         | -6        | КІ                 | 0                  | 0                  | ЛЧ                   | 2                    | 0                    | СУ+СІ+КЧС     | 1+0+0         | 0             | 9      | -6     |
| Усього за «Реал Мадрид» | Усього за «Реал Мадрид» | Усього за «Реал Мадрид» | 141       | -119      |                    | 2                  | -3                 |                      | 39                   | -47                  |               | 8             | -7            | 190    | -176   |
| Усього за кар'єру       | Усього за кар'єру       | Усього за кар'єру       | 419       | -375      |                    | 26                 | -24                |                      | 85                   | -92                  |               | 13            | -11           | 543    | -502   |

### Статистика виступів за збірну
Станом на 27 листопада 2022 року
| Дата       | Місто               | Господарі            | Результат  | Гості                | Турнір                                    | Голи | Примітки |
| ---------- | ------------------- | -------------------- | ---------- | -------------------- | ----------------------------------------- | ---- | -------- |
| 15-11-2011 | Сен-Дені            | Франція              | 0 – 0      | Бельгія              | товариський матч                          | -    |          |
| 25-5-2012  | Брюссель            | Бельгія              | 2 – 2      | Чорногорія           | товариський матч                          | -2   | 51'      |
| 15-8-2012  | Брюссель            | Бельгія              | 4 – 2      | Нідерланди           | товариський матч                          | -2   |          |
| 7-9-2012   | Кардіфф             | Уельс                | 0 – 2      | Бельгія              | Відбір до ЧС 2014                         | -    |          |
| 11-9-2012  | Брюссель            | Бельгія              | 1 – 1      | Хорватія             | Відбір до ЧС 2014                         | -1   |          |
| 12-10-2012 | Белград             | Сербія               | 0 – 3      | Бельгія              | Відбір до ЧС 2014                         | -    |          |
| 16-10-2012 | Брюссель            | Бельгія              | 2 – 0      | Шотландія            | Відбір до ЧС 2014                         | -    |          |
| 22-3-2013  | Скоп'є              | Північна Македонія   | 0 – 2      | Бельгія              | Відбір до ЧС 2014                         | -    |          |
| 26-3-2013  | Брюссель            | Бельгія              | 1 – 0      | Північна Македонія   | Відбір до ЧС 2014                         | -    |          |
| 7-6-2013   | Брюссель            | Бельгія              | 2 – 1      | Сербія               | Відбір до ЧС 2014                         | -1   |          |
| 14-8-2013  | Брюссель            | Бельгія              | 0 – 0      | Франція              | товариський матч                          | -    |          |
| 6-9-2013   | Глазго              | Шотландія            | 0 – 2      | Бельгія              | Відбір до ЧС 2014                         | -    |          |
| 11-10-2013 | Загреб              | Хорватія             | 1 – 2      | Бельгія              | Відбір до ЧС 2014                         | -1   |          |
| 15-10-2013 | Брюссель            | Бельгія              | 1 – 1      | Уельс                | Відбір до ЧС 2014                         | -1   |          |
| 5-3-2014   | Брюссель            | Бельгія              | 2 – 2      | Кот-д'Івуар          | товариський матч                          | -2   |          |
| 1-6-2014   | Стокгольм           | Швеція               | 0 – 2      | Бельгія              | товариський матч                          | -    |          |
| 7-6-2014   | Брюссель            | Бельгія              | 1 – 0      | Туніс                | товариський матч                          | -    |          |
| 17-6-2014  | Белу-Оризонті       | Бельгія              | 2 – 1      | Алжир                | ЧС 2014 - груповий етап                   | -1   |          |
| 22-6-2014  | Ріо-де-Жанейро      | Бельгія              | 1 – 0      | Росія                | ЧС 2014 - груповий етап                   | -    |          |
| 26-6-2014  | Сан-Паулу           | Південна Корея       | 0 – 1      | Бельгія              | ЧС 2014 - груповий етап                   | -    |          |
| 1-7-2014   | Салвадор (Бразилія) | Бельгія              | 2 – 1 д.ч. | США                  | ЧС 2014 - 1/8 фіналу                      | -1   |          |
| 5-7-2014   | Бразиліа            | Аргентина            | 1 – 0      | Бельгія              | ЧС 2014 - чвертьфінал                     | -1   |          |
| 4-9-2014   | Льєж                | Бельгія              | 2 – 0      | Австралія            | товариський матч                          | -    |          |
| 10-10-2014 | Брюссель            | Бельгія              | 6 – 0      | Андорра              | Відбір до ЧЄ 2016                         | -    |          |
| 13-10-2014 | Зениця              | Боснія і Герцеговина | 1 – 1      | Бельгія              | Відбір до ЧЄ 2016                         | -1   |          |
| 12-11-2014 | Брюссель            | Бельгія              | 3 – 1      | Ісландія             | товариський матч                          | -1   |          |
| 16-11-2014 | Брюссель            | Бельгія              | 0 – 0      | Уельс                | Відбір до ЧЄ 2016                         | -    |          |
| 28-3-2015  | Брюссель            | Бельгія              | 5 – 0      | Кіпр                 | Відбір до ЧЄ 2016                         | -    |          |
| 31-3-2015  | Єрусалим            | Ізраїль              | 0 – 1      | Бельгія              | Відбір до ЧЄ 2016                         | -    |          |
| 7-6-2015   | Сен-Дені            | Франція              | 3 – 4      | Бельгія              | товариський матч                          | -3   |          |
| 12-6-2015  | Кардіфф             | Уельс                | 1 – 0      | Бельгія              | Відбір до ЧЄ 2016                         | -1   |          |
| 3-9-2015   | Брюссель            | Бельгія              | 3 – 1      | Боснія і Герцеговина | Відбір до ЧЄ 2016                         | -1   |          |
| 6-9-2015   | Нікосія             | Кіпр                 | 0 – 1      | Бельгія              | Відбір до ЧЄ 2016                         | -    |          |
| 29-3-2016  | Лейрія              | Португалія           | 2 – 1      | Бельгія              | товариський матч                          | -2   |          |
| 28-5-2016  | Женева              | Швейцарія            | 1 – 2      | Бельгія              | товариський матч                          | -1   |          |
| 1-6-2016   | Брюссель            | Бельгія              | 1 – 1      | Фінляндія            | товариський матч                          | -1   |          |
| 5-6-2016   | Брюссель            | Бельгія              | 3 – 2      | Норвегія             | товариський матч                          | -2   |          |
| 13-6-2016  | Ліон                | Бельгія              | 0 – 2      | Італія               | ЧЄ 2016 - груповий етап                   | -2   |          |
| 18-6-2016  | Бордо               | Бельгія              | 3 – 0      | Ірландія             | ЧЄ 2016 - груповий етап                   | -    |          |
| 22-6-2016  | Ніцца               | Швеція               | 0 – 1      | Бельгія              | ЧЄ 2016 - груповий етап                   | -    |          |
| 26-6-2016  | Тулуза              | Угорщина             | 0 – 4      | Бельгія              | ЧЄ 2016 - 1/8 фіналу                      | -    |          |
| 1-7-2016   | Лілль               | Уельс                | 3 – 1      | Бельгія              | ЧЄ 2016 - чвертьфінал                     | -3   |          |
| 7-10-2016  | Брюссель            | Бельгія              | 4 – 0      | Боснія і Герцеговина | Відбір до ЧС 2018                         | -    |          |
| 10-10-2016 | Фару                | Гібралтар            | 0 – 6      | Бельгія              | Відбір до ЧС 2018                         | -    |          |
| 9-11-2016  | Амстердам           | Нідерланди           | 1 – 1      | Бельгія              | товариський матч                          | -1   |          |
| 13-11-2016 | Брюссель            | Бельгія              | 8 – 1      | Естонія              | Відбір до ЧС 2018                         | -1   |          |
| 25-3-2017  | Брюссель            | Бельгія              | 1 – 1      | Греція               | Відбір до ЧС 2018                         | -1   |          |
| 5-6-2017   | Брюссель            | Бельгія              | 2 – 1      | Чехія                | товариський матч                          | -1   |          |
| 9-6-2017   | Таллінн             | Естонія              | 0 – 2      | Бельгія              | Відбір до ЧС 2018                         | -    |          |
| 31-8-2017  | Льєж                | Бельгія              | 9 – 0      | Гібралтар            | Відбір до ЧС 2018                         | -    |          |
| 3-9-2017   | Афіни               | Греція               | 1 – 2      | Бельгія              | Відбір до ЧС 2018                         | -1   |          |
| 7-10-2017  | Сараєво             | Боснія і Герцеговина | 3 – 4      | Бельгія              | Відбір до ЧС 2018                         | -3   |          |
| 10-10-2017 | Брюссель            | Бельгія              | 4 – 0      | Кіпр                 | Відбір до ЧС 2018                         | -    |          |
| 10-11-2017 | Брюссель            | Бельгія              | 3 – 3      | Мексика              | товариський матч                          | -3   |          |
| 2-6-2018   | Брюссель            | Бельгія              | 0 – 0      | Португалія           | товариський матч                          | -    |          |
| 6-6-2018   | Брюссель            | Бельгія              | 3 – 0      | Єгипет               | товариський матч                          | -    |          |
| 11-6-2018  | Брюссель            | Бельгія              | 4 – 1      | Коста-Рика           | товариський матч                          | -1   |          |
| 18-6-2018  | Сочі                | Бельгія              | 3 – 0      | Панама               | ЧС 2018 - груповий етап                   | -    |          |
| 23-6-2018  | Москва              | Бельгія              | 5 – 2      | Туніс                | ЧС 2018 - груповий етап                   | -2   |          |
| 28-6-2018  | Калінінград         | Англія               | 0 – 1      | Бельгія              | ЧС 2018 - груповий етап                   | -    |          |
| 2-7-2018   | Ростов-на-Дону      | Бельгія              | 3 – 2      | Японія               | ЧС 2018 - 1/8 фіналу                      | -2   |          |
| 6-7-2018   | Казань              | Бразилія             | 1 – 2      | Бельгія              | ЧС 2018 - чвертьфінал                     | -1   |          |
| 10-7-2018  | Санкт-Петербург     | Франція              | 1 – 0      | Бельгія              | ЧС 2018 - півфінал                        | -1   |          |
| 14-7-2018  | Санкт-Петербург     | Бельгія              | 2 – 0      | Англія               | ЧС 2018 - 3-тє місце                      | -    | кап.     |
| 7-9-2018   | Глазго              | Шотландія            | 0 – 4      | Бельгія              | товариський матч                          | -    |          |
| 11-9-2018  | Рейк'явік           | Ісландія             | 0 – 3      | Бельгія              | Ліга націй УЄФА 2018—2019 - груповий етап | -    |          |
| 12-10-2018 | Брюссель            | Бельгія              | 2 – 1      | Швейцарія            | Ліга націй УЄФА 2018—2019 - груповий етап | -1   |          |
| 15-11-2018 | Брюссель            | Бельгія              | 2 – 0      | Ісландія             | Ліга націй УЄФА 2018—2019 - груповий етап | -    |          |
| 18-11-2018 | Люцерн              | Швейцарія            | 5 – 2      | Бельгія              | Ліга націй УЄФА 2018—2019 - груповий етап | -5   |          |
| 21-3-2019  | Брюссель            | Бельгія              | 3 – 1      | Росія                | Відбір до ЧЄ 2020                         | -1   |          |
| 24-3-2019  | Нікосія             | Кіпр                 | 0 – 2      | Бельгія              | Відбір до ЧЄ 2020                         | -    |          |
| 8-6-2019   | Брюссель            | Бельгія              | 3 – 0      | Казахстан            | Відбір до ЧЄ 2020                         | -    |          |
| 11-6-2019  | Брюссель            | Бельгія              | 3 – 0      | Шотландія            | Відбір до ЧЄ 2020                         | -    |          |
| 6-9-2019   | Серравалле          | Сан-Марино           | 0 – 4      | Бельгія              | Відбір до ЧЄ 2020                         | -    |          |
| 9-9-2019   | Глазго              | Шотландія            | 0 – 4      | Бельгія              | Відбір до ЧЄ 2020                         | -    |          |
| 10-10-2019 | Брюссель            | Бельгія              | 9 – 0      | Сан-Марино           | Відбір до ЧЄ 2020                         | -    |          |
| 13-10-2019 | Астана              | Казахстан            | 0 – 2      | Бельгія              | Відбір до ЧЄ 2020                         | -    |          |
| 16-11-2019 | Санкт-Петербург     | Росія                | 1 – 4      | Бельгія              | Відбір до ЧЄ 2020                         | -1   |          |
| 15-11-2020 | Левен               | Бельгія              | 2 – 0      | Англія               | Ліга націй УЄФА 2020—2021 - груповий етап | -    |          |
| 18-11-2020 | Левен               | Бельгія              | 4 – 2      | Данія                | Ліга націй УЄФА 2020—2021 - груповий етап | -2   |          |
| 24-3-2021  | Левен               | Бельгія              | 3 – 1      | Уельс                | Відбір до ЧС 2022                         | -1   |          |
| 27-3-2021  | Прага               | Чехія                | 1 – 1      | Бельгія              | Відбір до ЧС 2022                         | -1   |          |
| 6-6-2021   | Брюссель            | Бельгія              | 1 – 0      | Хорватія             | товариський матч                          | -    |          |
| 12-6-2021  | Санкт-Петербург     | Бельгія              | 3 – 0      | Росія                | ЧЄ 2020 - груповий етап                   | -    |          |
| 17-6-2021  | Копенгаген          | Данія                | 1 – 2      | Бельгія              | ЧЄ 2020 - груповий етап                   | -1   |          |
| 21-6-2021  | Санкт-Петербург     | Фінляндія            | 0 – 2      | Бельгія              | ЧЄ 2020 - груповий етап                   | -    |          |
| 27-6-2021  | Севілья             | Бельгія              | 1 – 0      | Португалія           | ЧЄ 2020 - 1/8 фіналу                      | -    |          |
| 2-7-2021   | Мюнхен              | Бельгія              | 1 – 2      | Італія               | ЧЄ 2020 - чвертьфінал                     | -2   |          |
| 2-9-2021   | Таллінн             | Естонія              | 2 – 5      | Бельгія              | Відбір до ЧС 2022                         | -2   |          |
| 5-9-2021   | Брюссель            | Бельгія              | 3 – 0      | Чехія                | Відбір до ЧС 2022                         | -    |          |
| 7-10-2021  | Турин               | Бельгія              | 2 – 3      | Франція              | Ліга націй УЄФА 2020—2021 - півфінал      | -3   |          |
| 10-10-2021 | Турин               | Італія               | 2 – 1      | Бельгія              | Ліга націй УЄФА 2020—2021 - 3-тє місце    | -2   |          |
| 13-11-2021 | Брюссель            | Бельгія              | 3 – 1      | Естонія              | Відбір до ЧС 2022                         | -1   |          |
| 22-9-2022  | Брюссель            | Бельгія              | 2 – 1      | Уельс                | Ліга націй УЄФА 2022—2023 - груповий етап | -1   |          |
| 25-9-2022  | Амстердам           | Нідерланди           | 1 – 0      | Бельгія              | Ліга націй УЄФА 2022—2023 - груповий етап | -1   |          |
| 18-11-2022 | Ель-Кувейт          | Бельгія              | 1 – 2      | Єгипет               | товариський матч                          | -2   |          |
| 23-11-2022 | Ер-Раян             | Бельгія              | 1 – 0      | Канада               | ЧС 2022 - груповий етап                   | -    |          |
| 27-11-2022 | Доха                | Бельгія              | 0 – 2      | Марокко              | ЧС 2022 - груповий етап                   | -2   |          |
| Усього     |                     | Матчів (7 місце)     | 99         |                      | Голів                                     | -80  |          |

## Досягнення

### Клубні
«Генк»
- Чемпіон Бельгії (1): 2010-11

«Атлетіко Мадрид»
- Чемпіон Іспанії (1): 2013-14
- Володар кубка Іспанії (1): 2012-13
- Переможець Ліги Європи УЄФА (1): 2011-12
- Володар Суперкубка УЄФА (1): 2012

«Челсі»
- Чемпіон Англії (2): 2014-15, 2016–17
- Володар кубка Футбольної ліги (1): 2014-15
- Володар Кубка Англії (1): 2017–18

«Реал Мадрид»
- Переможець Клубного чемпіонату світу (2): 2018, 2022
- Володар Суперкубка Іспанії (3): 2019, 2021, 2023
- Чемпіон Іспанії (3): 2019-20, 2021-22, 2023-24
- Переможець Ліги Чемпіонів УЄФА (2): 2021-22, 2023-24
- Володар Суперкубка УЄФА (2): 2022, 2024
- Володар кубка Іспанії (1): 2022-23
- Міжконтинентальний кубок ФІФА (1): 2024

### Збірні
- Бронзовий призер чемпіонату світу: 2018

### Індивідуальні
- Найкращий голкіпер року за версію ФІФА (1): 2018
- Золота рукавиця англійської Прем'єр-ліги (1): 2016-17
- Трофей Самори (3): 2012-13, 2013-14, 2019-20
- Найкращий голкіпер чемпіонату світу (1): 2018